# Чоглоков, Григорий Иванович
Григорий Иванович Чоглоков (1867, Российская Империя — 1921, Турция, Константинополь) — русский военачальник, генерал-лейтенант. Участник Первой мировой и Гражданской войн. Участник Белого движения. Георгиевский кавалер.

## Биография

### Происхождение, учёба и довоенная служба
Православный, дворянского происхождения.  Из дворянского рода Чоглоковых Боровичского уезда Новгородской губернии. Дед Чоглоков (Чеглоков) Николай Матвеевич (ок.1795 г. -?), капитан-лейтенант флота в отставке, судья в Уездном суде(1832г.). Отец Иван Николаевич (ок.1822 г. - ?), мать Вера, урожд. Крылова. Григорий Иванович - младший из пятерых детей Чоглоковых. Брат Михаил Иванович (ок.1847 г. - до 1899 г.), прапорщик (имел двух дочерей Зинаиду (27.09.1894 - 1918 г.) и Варвару (08.10.1888 - ?)). Сестра Вера Ивановна (ок.1852 г. - ?), в замужестве Агафонова, жена ротмистра 1-й батареи гвардейской артиллерии (на 1893 г.). Сестра Елизавета Ивановна (24.03.1857, Неаполь - 01.05.1935, Ментон, Франция), в замужестве Храповицкая (муж Храповицкий Владимир Семенович (23.06.1858 г.- 1922 г. Висбаден, Германия), последний предводитель дворянства Владимирской губернии). Брат Алексей Иванович (01.10.1863 - ?), служащий Экспедиции заготовления государственных бумаг (имел пятерых детей - дочери Вера (02.06.1893), Наталия (14.08.1898), Анна (21.10.1902), Надежда (13.02.1909), сын Андрей (28.02.1895)).
Жена Григория Ивановича - Александра Ильинична Юингъ (? - 03.07.1938, Ментон, Франция).  
Выпускник Александровского кадетского корпуса и Николаевского кавалерийского училища (1887 год).
Из училища был выпущен корнетом в лейб-гвардии Казачий полк, где командовал сотней.
С 7 января 1909 года командовал 1-м Донским казачьим генералиссимуса князя Суворова Италийского полком.
С 25 января 1912 года командовал 2-й бригадой 2-й кавалерийской дивизии.

### Участие в Первой мировой войне
С начала Первой мировой войны («Великой войны», как её называли современники) (с 15 августа 1914) командовал 1-й Донской казачьей дивизией в составе 19-го армейского корпуса.
Участник Ченстоховско-Краковской операции. Был награждён орденом Святого Георгия 4-й степени за бой 8 ноября 1914 года. Г. И. Чоглоков лично вел в бой полки своей дивизии и удостоился этой высокой награды «за то, что в бою 8 ноября 1914 г., произведя лично рекогносцировку расположения противника под действительным ружейным и артиллерийским огнём и, оценив обстановку, в течение нескольких дней энергично и талантливо руководил дивизией искусным маневрированием, занимая по фронту участок того же протяжения, какое занимает пехотная дивизия, при помощи сочетания конного и пешего боя и, действуя активно, прочно обеспечил фланги двух армий. Было взято несколько сот пленных и два пулемета».
В 1915 году был произведен в генерал-лейтенанты и награждён Георгиевским оружием «за то, что 3 ноября 1914 г., лично находясь под огнём противника, остановил наступление значительно превосходных сил австрийской пехоты, удержав своей дивизией важный пункт позиции, чем способствовал наступлению гвардейского корпуса; 4 ноября, по собственному почину, занял позицию на левом фланге гвардейского корпуса и, ведя целый день упорный бой с превосходными силами противника, энергичным действием остановил их наступление и этим способствовал успеху действий гвардейского корпуса».
В марте 1915 года 1-я Донская казачья дивизия вошла в состав вновь сформированного 3-го конного корпуса генерал-лейтенанта графа Келлера. Во время лечения раненого командира корпуса, генерал-лейтенант Чоголоков временно исполнял его должность.
Позже, после конфликта с командиром корпуса, генералом графом Ф. А. Келлером — с 20 мая 1916 года был назначен командовать 2-й Туркестанской казачьей дивизией.
В 1916 году был награждён орденом Святой Анны 1-й степени с мечами.
После Февральской революции 22 марта 1917 получил назначение командовать 2-м Кавказским армейским корпусом в составе 10-й армии Западного фронта.

### Участие в гражданской войне
После Октябрьской революции перебрался на Юг России, где участвовал в Гражданской войне на стороне белых.

### Эмиграция
В эмиграции проживал в Турции. Скончался в Константинополе.

## Награды
- Орден Святой Анны 3-й ст. (1899);
- Орден Святого Станислава 2-й ст. (1904);
- Орден Святой Анны 2-й ст. (1908);
- Орден Святого Владимира 3-й ст. (1912);
- Орден Святого Георгия 4-й ст. (ВП 23.04.1915);
- Георгиевское оружие (ВП 14.06.1915);
- Орден Святой Анны 1-й ст. с мечами (1916);
- Орден Святого Владимира 2-й ст. с мечами (ПАФ 25.09.1917).